# 후생경제학의 기본 정리
파레토 최적과 경쟁 균형 배분의 관계에 대한 두 가지 정리는 후생경제학의 기본 정리(厚生經濟學의 基本 定理)라 불린다. 이는 다음과 같이 정리해볼 수 있다.
- 후생경제학의 제1정리 : 모든 소비자의 선호 체계가 강단조성을 갖고 경제 안에 외부성이 존재하지 않으면 일반경쟁균형의 배분은 파레토 효율적이다[1].
- 후생경제학의 제2정리 : 모든 소비자의 선호가 강단조성과 볼록성을 충족시키면, 초기 부존자원의 적절한 재분배를 통해 임의의 파레토 효율적인 자원배분을 일반경쟁균형을 통해 달성할 수 있다.[1]

## 제1정리의 의미
완전 경쟁 시장에서 수요법칙에 따라 가격 메커니즘을 통해 파레토 효율적인 자원 배분을 실현하고 있다는 게 후생경제학의 제1정리에 대한 유력한 견해이다. 이 정리는 애덤 스미스의 '보이지 않는 손'을 자원 배분 측면에서 현대적 재구성이라는 의미가 있다. 이상적인 시장 제도가 갖추어져 있다면, 사익(私益)을 추구하는 행위가 공익(公益)에 부합한다는 것이다. 시장 힘에 대한 신뢰를 정당화하는 이론이다.
이런 견해를 바탕으로, 파레토 최적을 달성기 위해, 정부가 경제에 개입해서는 안 된다는 여론이 강해졌다. 단 완전 경쟁의 가정은 적당한 것인지, 사유제가 확립되어 있는지(소유권의 명확성), 경제에 경쟁 균형이 존재하기 위한 조건이 만족되었는지 등에 대해 고려할 필요가 있다. 또한, 외부성이나 공공재가 존재하는 경제는 고전적인 사적 소유제 경제에 포함되지 않기 때문에, 이 정리의 대전제는 성립되지 않고, 경쟁 균형은 일반적으로 파레토 최적을 달성하지 않는다는 것에도 주의해야 한다.

## 제2정리의 의미
제2정리는 볼록성을 가진 사람의 선호체계에서는 제1정리의 역이 성립할 수도 있다는 것이다. 재분배 정책에 대한 이론적인 근거가 되기도 한다. 재분배 정책의 목표인 공평성이 시장의 효율성을 해치지 않고도 달성할 수 있고, 오히려 가격체계에 인위적인 손질을 하면 비효율성이 유발될 수도 있음을 나타내고 있다. 이러한 의미에서 제2정리는 정부 개입의 근거와 준칙을 제시하고 있다고 평가할 수 있다.

## 같이 보기
- 일반균형이론